# Hydrofobowość

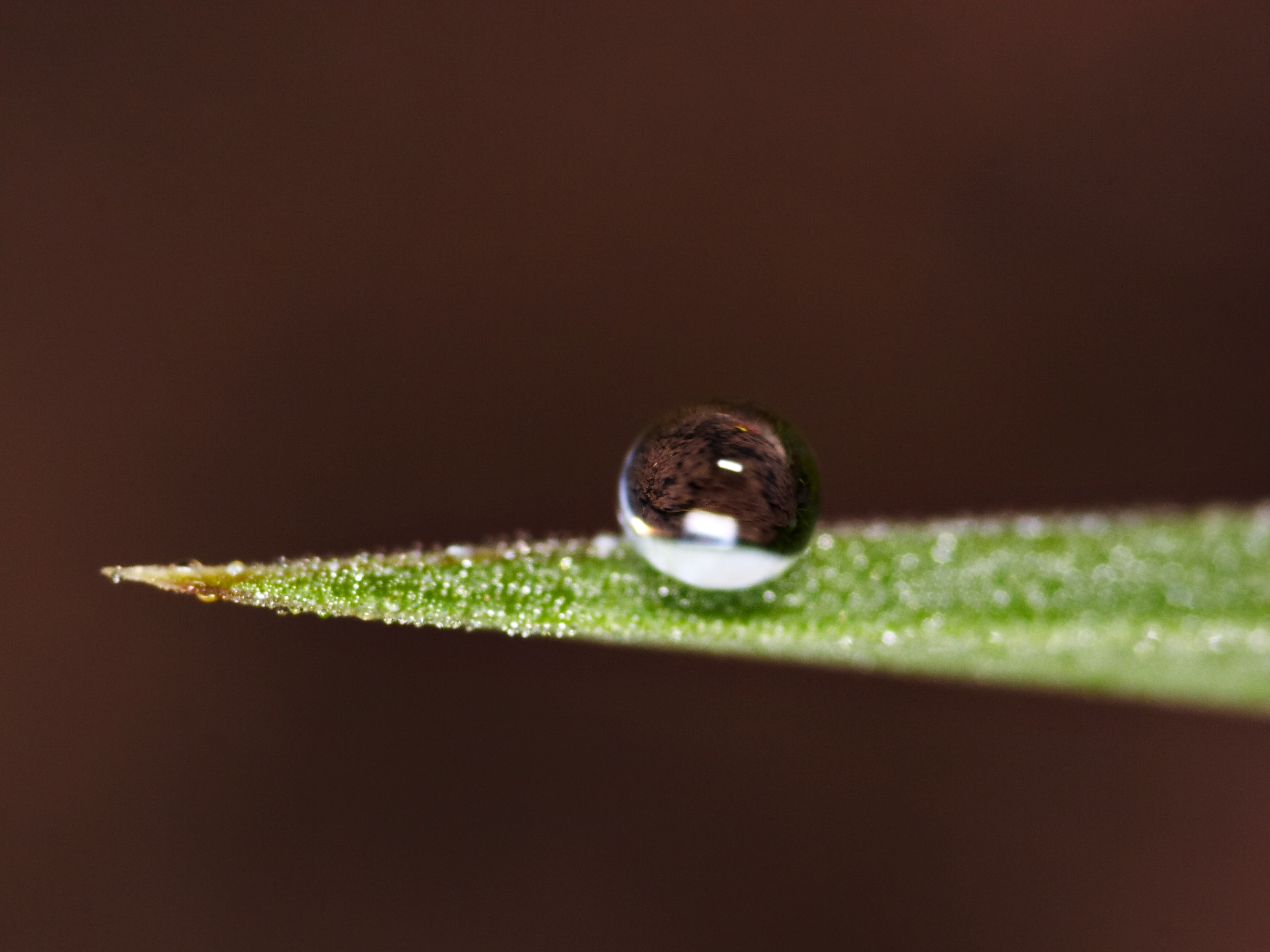
Kropla rosy na powierzchni liścia

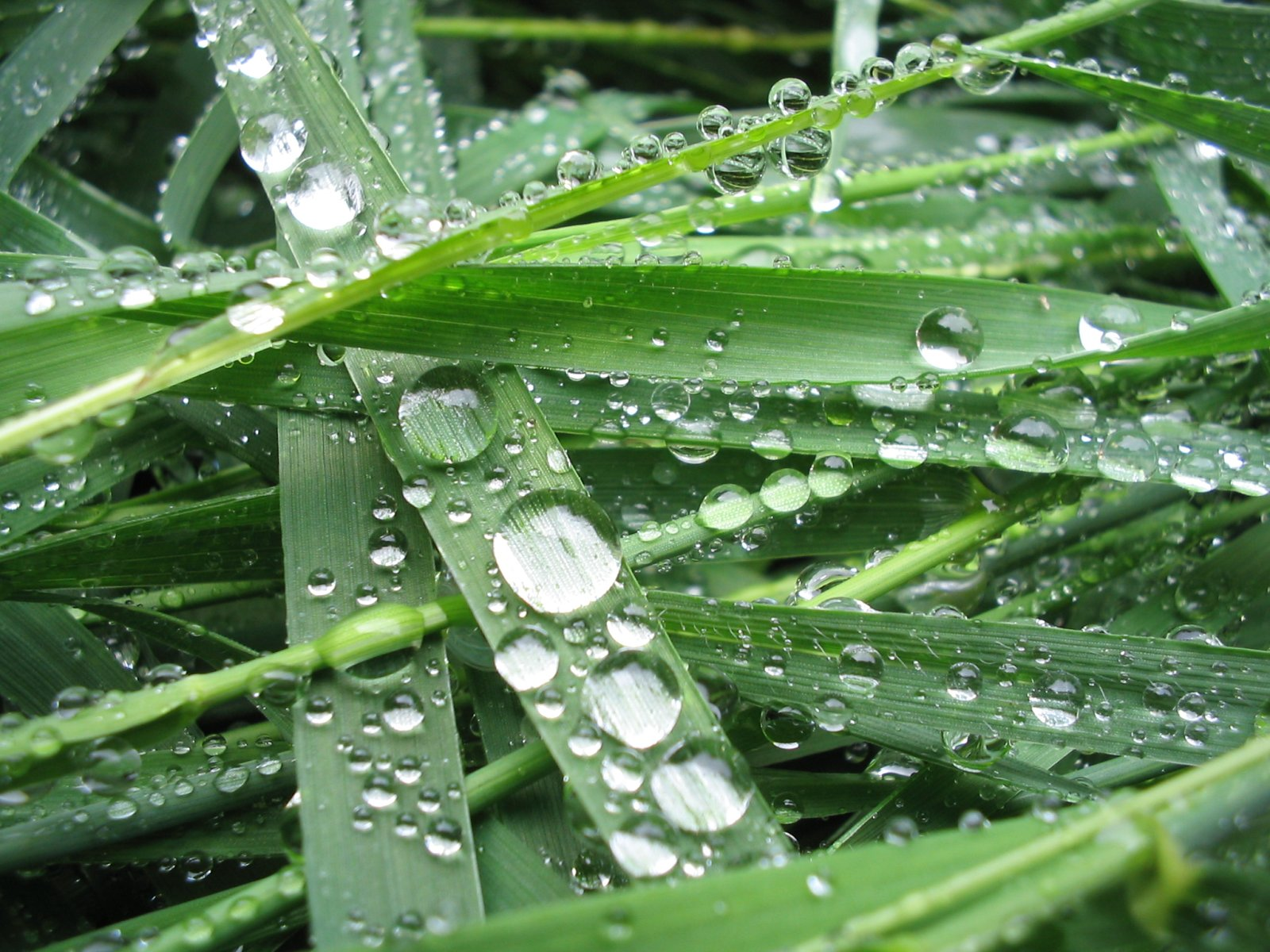
Krople wody na hydrofobowej powierzchni trawy

Hydrofobowość (gr. hydro – woda, phobos – strach) – skłonność cząsteczek chemicznych do odpychania od siebie cząsteczek wody. Jest to szczególny przypadek solwofobowości, gdy rozpuszczalnikiem jest woda. W ujęciu makroskopowym hydrofobowość to właściwość powierzchni materiału polegająca na niezwilżalności przez wodę.
Hydrofobowe są zwykle cząsteczki nie mające momentu dipolowego (są apolarne). Typowym przykładem związków hydrofobowych są węglowodory. Istnieją cząsteczki, które są jednocześnie hydrofilowe i hydrofobowe, gdyż na jednym końcu posiadają grupy polarne, a na drugim niepolarne. Taka właściwość nazywa się amfifilowością.
Podział minerałów ze względu na hydrofobowość:
- silnie hydrofobowe (np. parafina, siarka, rtęć, talk)
- średnio hydrofobowe (np. siarczki, węgiel kamienny, kasyteryt, ilmenit)
- słabo hydrofobowe (np. fluoryt, szelit, diament, złoto)
- hydrofilowe (np. gips, kwarc, kalcyt, dolomit, anhydryt, magnetyt, hematyt, halit)